# 南九州市立川辺小学校
南九州市立川辺小学校（みなみきゅうしゅうしりつ かわなべしょうがっこう）は、南九州市の市立小学校。南九州市川辺町のほぼ中心に所在する。南九州市内の小学校では、最大規模を誇る。
校区が非常に広く、5km以上を歩く児童もいる。
児童数 - 389名（平成27年度）

## 沿革
- 1867年 - 学問所設立。
- 1872年 - 外城第21郷校川辺校として、県立学校になる。（翌年、郷立となる）
- 1880年 - 川辺小学校開校。
- 1881年 - 川辺女児小学校開校。
- 1884年 - 川辺女児小学校を川辺小学校に統合。
- 1886年 - 川辺尋常高等小学校に改称。
- 1892年 - 川辺尋常小学校と川辺高等小学校に分割。
- 1922年 - 川辺尋常小学校と川辺高等小学校が合併し、再び川辺尋常高等小学校となる。
- 1941年 - 川辺国民学校に改称。
- 1947年 - 高等科が廃止され、川辺小学校となる。
- 2007年 - 三町合併により、南九州市が発足。南九州市立川辺小学校となる。
- 2017年 - 南九州市立神殿小学校を統合。
- 2019年 - 南九州市立田代小学校を統合

## 少年団活動
- 野球少年団
- サッカー少年団
- バレーボール少年団
- 剣道少年団
- かわなべ柔道スポーツ少年団
- 水泳少年団

このほか、金管バンドも活動を行っている。